# Jon Elster
Jon Elster (Oslo, 22 febbraio 1940) è un filosofo e sociologo norvegese, attualmente Professore di Social Sciences e Political Science presso la Columbia University, New York e Professore di Razionalità e scienze sociali al Collège de France di Parigi.

## Vita
Si è laureato presso la Sorbona di Parigi con una tesi su Karl Marx, sotto la direzione di Raymond Aron.

È stato per molti anni un membro del September Group, un movimento di pensatori marxisti.

Ha insegnato presso l'Università di Oslo nel dipartimento di storia,  all'Università di Chicago presso il dipartimento di filosofia e scienze politiche,  alla Columbia University di New York. Attualmente tiene corsi al Collège de France.

## Pensiero
Massimo esponente della teoria dei controlimiti secondo la quale gli individui razionalmente e volontariamente cercano di limitare il loro ventaglio di possibilità di scelta in modo da rendere più semplici scelte future o non cadere in tentazioni che al momento della limitazione paiono dannose.
Nel pensiero di Elster il concetto di individualità si trova in stretto rapporto con quello di libertà. L'aspirazione alla libertà dell'uomo si interrompe nel luogo della reciprocità delle relazioni. Se la libertà è dell'individuo, questi è inserito in un sistema di
relazioni e di scambi che richiede la compatibilità con la libertà degli altri. La libertà di Ulisse di ascoltare - lui solo - il canto delle sirene senza deviare dal perseguimento dei suoi fini è in funzione della non libertà dei suoi compagni di viaggio.

## Opere
- Uva acerba. Versioni non ortodosse della razionalità (1989)
- Ulisse e le sirene (1993)
- Il cemento della società (1995)
- Come si studia la società (1993)
- Ulisse liberato (2000)
- Sensazioni forti (2001)
- Argomentare e negoziare (2005)
- La volontà debole (2008)
- Chiudere i conti. La giustizia nelle transizioni politiche (2008)
- La spiegazione del comportamento sociale (2010)